# Fla Priscilla
Fla Priscila, popularmente conocida también como  Fla Tofu (nacida en Bandung, Java Occidental, 1 de septiembre de 1976) es una cantante, modelo y presentadora de televisión indonesia, líder y vocalista de la banda musical Tofu.
Fla comenzó su carrera cuando se convirtió en una locutora de radio en Bandung. En 1999 entra como miembro de la banda Tofu. Junto con Anton y UYA (ahora reemplazado Arief), Fla se ha convertido en la vocalista principal de dicha banda, interpretando géneros musicales como el R & B y el rap. Casi ocho años con la banda, ha grabado en total cuatro álbumes.
Además de estar junto a  Tofu, Fla también es un presentadora de televisión y modelo, como anfitriona de un programa que conduce en la cadena televisiva RCTI. Fla también una vez posó para la revista Playboy en Indonesia. A pesar de que estos planes, su esposo, Eddy (exmiembro de la banda musical ADA), se había convertido en un sospechoso y ser interrogado por la policía.